# Robert D. Yeoman

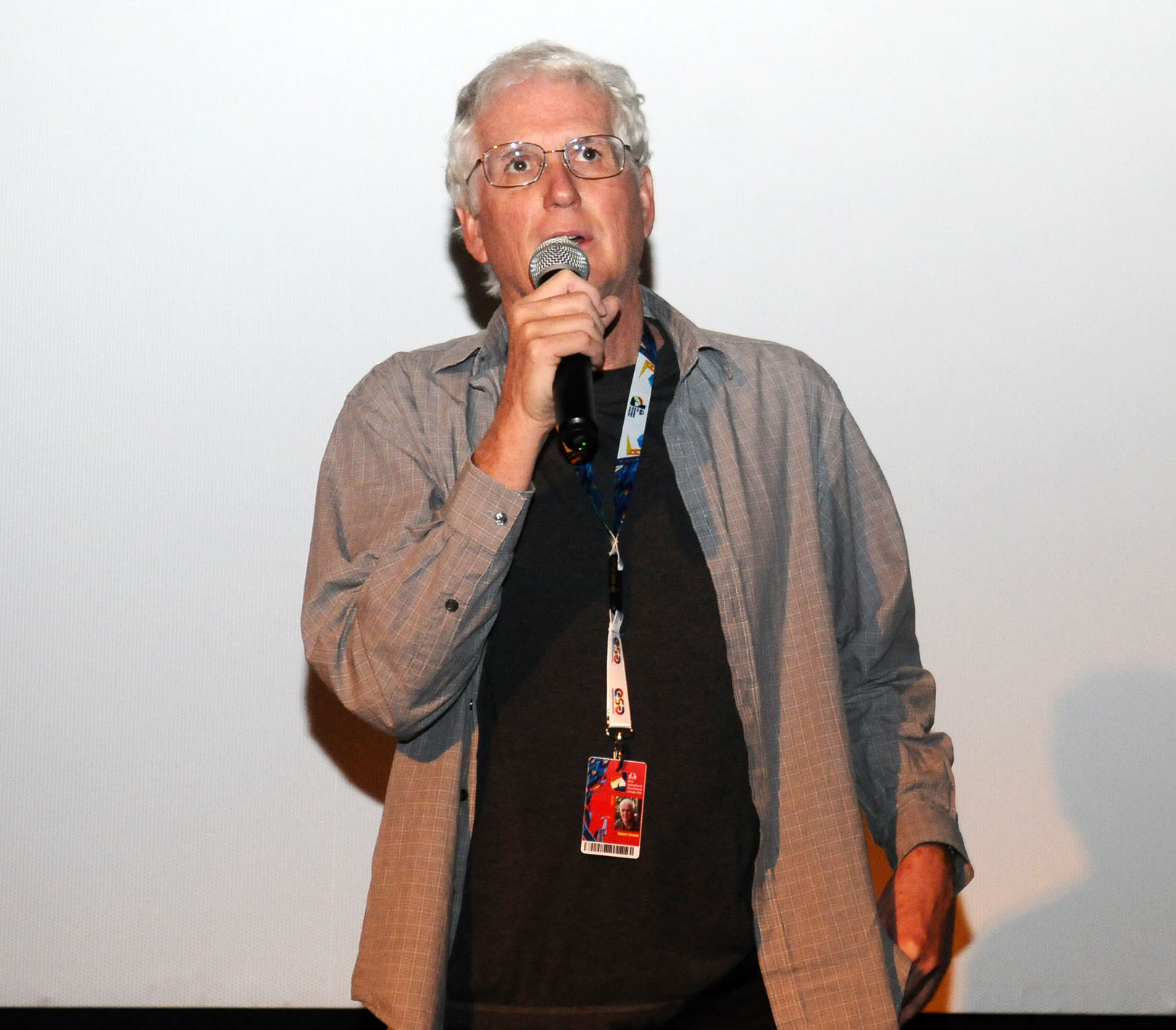
Robert D. Yeoman, 2016

Robert David Yeoman (* 10. März 1951 in Philadelphia, Pennsylvania) ist ein US-amerikanischer Kameramann.

## Leben
Robert David Yeoman wurde in Philadelphia geboren und wuchs in einer Vorstadt Chicagos auf. Er studierte Psychologie an der Duke University, wo er 1973 seinen Bachelor erhielt. Anschließend studierte er an der Filmhochschule der University of Southern California Kamerawesen. Nach seinem Abschluss 1979 wurde er Assistent des Werbefilmers Joe Pytka und assistierte später dem Kameramann Robby Müller, bevor er 1983 mit Hero, einem Independent-Film von Alexandre Rockwell, zum ersten Mal eigenverantwortlich die Kamera in einem Spielfilm führte. Seitdem folgten Spielfilme wie Dogma, Der Ja-Sager und Brautalarm.
Für den Autorenfilmer Wes Anderson stand er für Durchgeknallt, Rushmore, Die Royal Tenenbaums, Die Tiefseetaucher, Darjeeling Limited, den Kurzfilm Hotel Chevalier, Moonrise Kingdom, Grand Budapest Hotel, The French Dispatch sowie zuletzt für Asteroid City und Ich sehe was, was du nicht siehst hinter der Kamera.

## Filmografie (Auswahl)
- 1983: Hero
- 1986: C.A.T.-Squad – Die Elite schlägt zurück (C.A.T. Squad)
- 1987: Anklage Massenmord (Rampage)
- 1988: Dead Heat
- 1988: Johnny be Good
- 1989: Drugstore Cowboy
- 1989: Joy Stick Heroes (The Wizard)
- 1990: Kid – Einer gegen alle (Kid)
- 1990: Too Much Sun – Ein Stich zuviel (Too Much Sun)
- 1991: Houdini & Company – Der Geist des Magiers (The Linguini Incident)
- 1991: Zwei gegen die Welt (Perfect Harmony)
- 1991: Ohne jede Reue (Past Midnight)
- 1993: Mörderische Affäre (Double Deception)
- 1994: Liebe bis zum Tod (Somebody to Love)
- 1995: Cold Blooded (Coldblooded)
- 1996: Durchgeknallt (Bottle Rocket)
- 1996: The Substance of Fire
- 1997: White Lies – Das Leben ist zu kurz, um ehrlich zu sein (White Lies)
- 1998: Permanent Midnight – Voll auf Droge (Permanent Midnight)
- 1998: Rushmore
- 1999: Dogma
- 2000: Beautiful
- 2000: Den Einen oder Keinen (Down to You)
- 2001: Die Royal Tenenbaums (The Royal Tenenbaums)
- 2004: Die Tiefseetaucher (The Life Aquatic with Steve Zissou)
- 2005: Der Tintenfisch und der Wal (The Squid and the Whale)
- 2005: Red Eye
- 2007: Darjeeling Limited (The Darjeeling Limited)
- 2007: Hotel Chevalier
- 2007: Mein Kind vom Mars (Martian Child)
- 2008: Der Ja-Sager (Yes Man)
- 2009: Roller Girl (Whip It)
- 2010: Männertrip (Get Him to the Greek)
- 2011: Brautalarm (Bridesmaids)
- 2012: Moonrise Kingdom
- 2013: Taffe Mädels (The Heat)
- 2014: Grand Budapest Hotel (The Grand Budapest Hotel)
- 2014: Love & Mercy
- 2015: Spy – Susan Cooper Undercover (Spy)
- 2016: Ghostbusters (Ghostbusters: Answer the Call)
- 2018: Mamma Mia! Here We Go Again
- 2021: The French Dispatch
- 2023: Asteroid City
- 2023: Ich sehe was, was du nicht siehst (The Wonderful Story of Henry Sugar) (Kurzfilm)
- 2023: Der Rattenfänger (The Rat Catcher) (Kurzfilm)
- 2023: Gift (Poison) (Kurzfilm)